# 米兰达猪笼草
米兰达猪笼草（学名：Nepenthes 'Miranda'）是一个猪笼草属的人工杂交种，一般被认为是大猪笼草（N. maxima）和诺斯猪笼草（N. northiana）杂交得到的。
这个杂交种在成年后会长出巨大且颜色艳丽的捕虫笼，在环境适宜的条件下甚至可达35厘米长，再加上本身十分廉价，因此很受欢迎。
这种猪笼草目前由比利时组织培养公司Derooseplants生产并销往世界各地，在市面上销售的米兰达猪笼草绝大多数都是育性较弱的雄性单植株克隆。

## 争议[1]

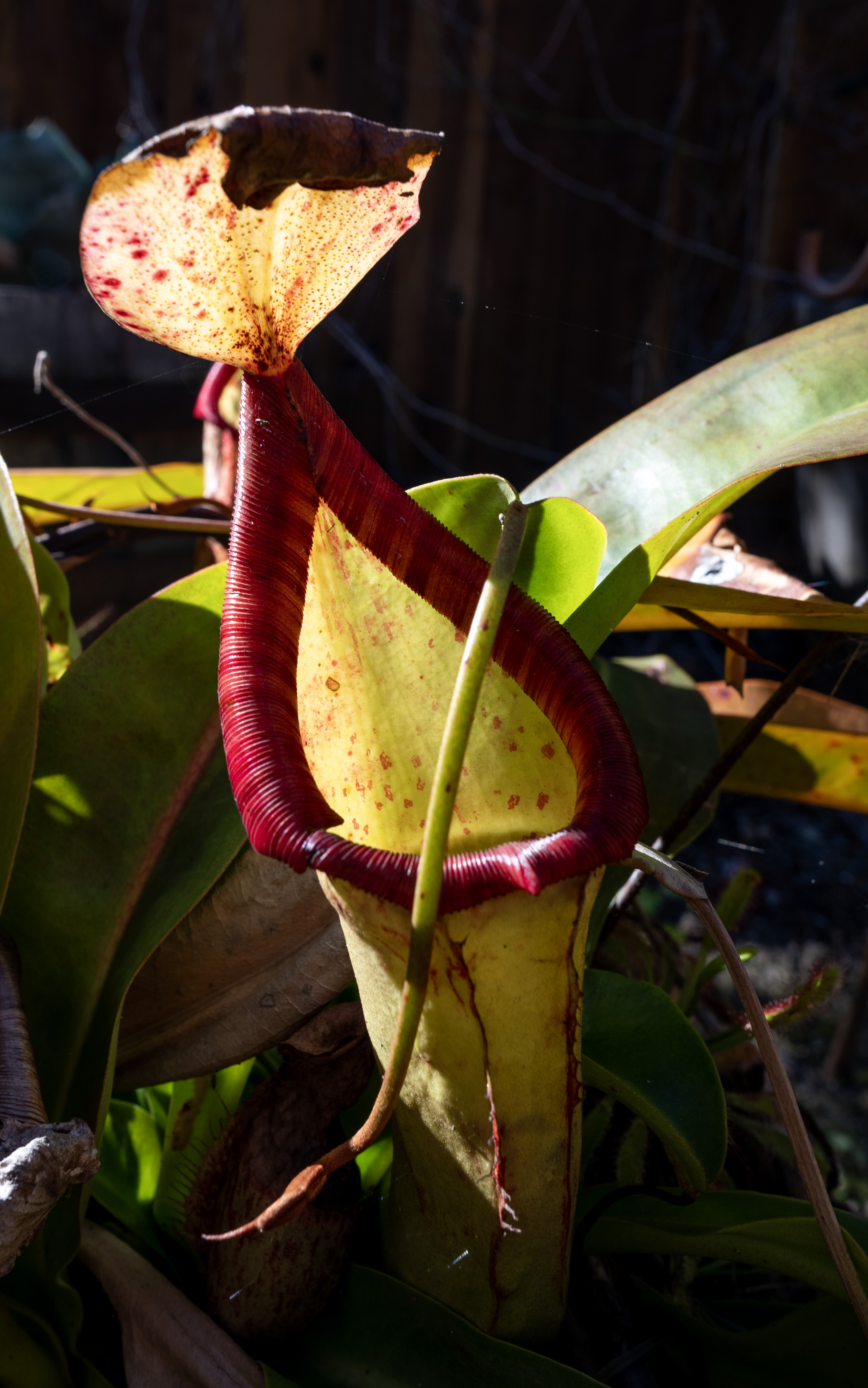
米兰达猪笼草的上位笼

米兰达猪笼草的真实父母本不详，这种植物最初被视作是大猪笼草的一个园艺品种，并命名为Nepenthes maxima ‘Miranda’。但是，米兰达猪笼草与一般的大猪笼草之间有着许多明显的区别。
后来，这一杂交种才被大多数种植者标记为N. × mixta × maxima。另有一部分人，如英国著名的食虫植物栽培者Nigel Hewitt-Cooper也曾指出它是Nepenthes × mixta cv. superba的一个个体。

## 扩展阅读
- 食虫植物照片搜寻引擎中米兰达猪笼草的照片 （页面存档备份，存于）

1. ↑  Myszkier, Bob Ziemer, Robert Ziemer, Jan. . cpphotofinder.com.   [2024-12-23] （波兰语）.